# مارجريت ليهي
مارجريت ليهي (بالإنجليزية: Margaret Leahy)‏ هي ممثلة بريطانية (وحملت سابقاً جنسية المملكة المتحدة لبريطانيا العظمى وأيرلندا)، ولدت في 17 أغسطس 1902 بلندن في المملكة المتحدة، وتوفيت في 17 فبراير 1967 بلوس أنجلوس في الولايات المتحدة.

## أعمال

### أفلام
- (1923) ثلاث عصور

## وصلات خارجية
- مارجريت ليهي على موقع IMDb (الإنجليزية)
- مارجريت ليهي على موقع أول موفي (الإنجليزية)
- مارجريت ليهي على موقع قاعدة بيانات الأفلام السويدية (السويدية)
- مارجريت ليهي على موقع قاعدة بيانات الفيلم (الإنجليزية)
- مارجريت ليهي على موقع كينوبويسك (الروسية)